# Dirphia areolata
Dirphia areolata är en fjärilsart som beskrevs av Eugène Louis Bouvier 1930. Dirphia areolata ingår i släktet Dirphia, och familjen påfågelsspinnare. Inga underarter finns listade i Catalogue of Life.